# Ilsanseo-gu

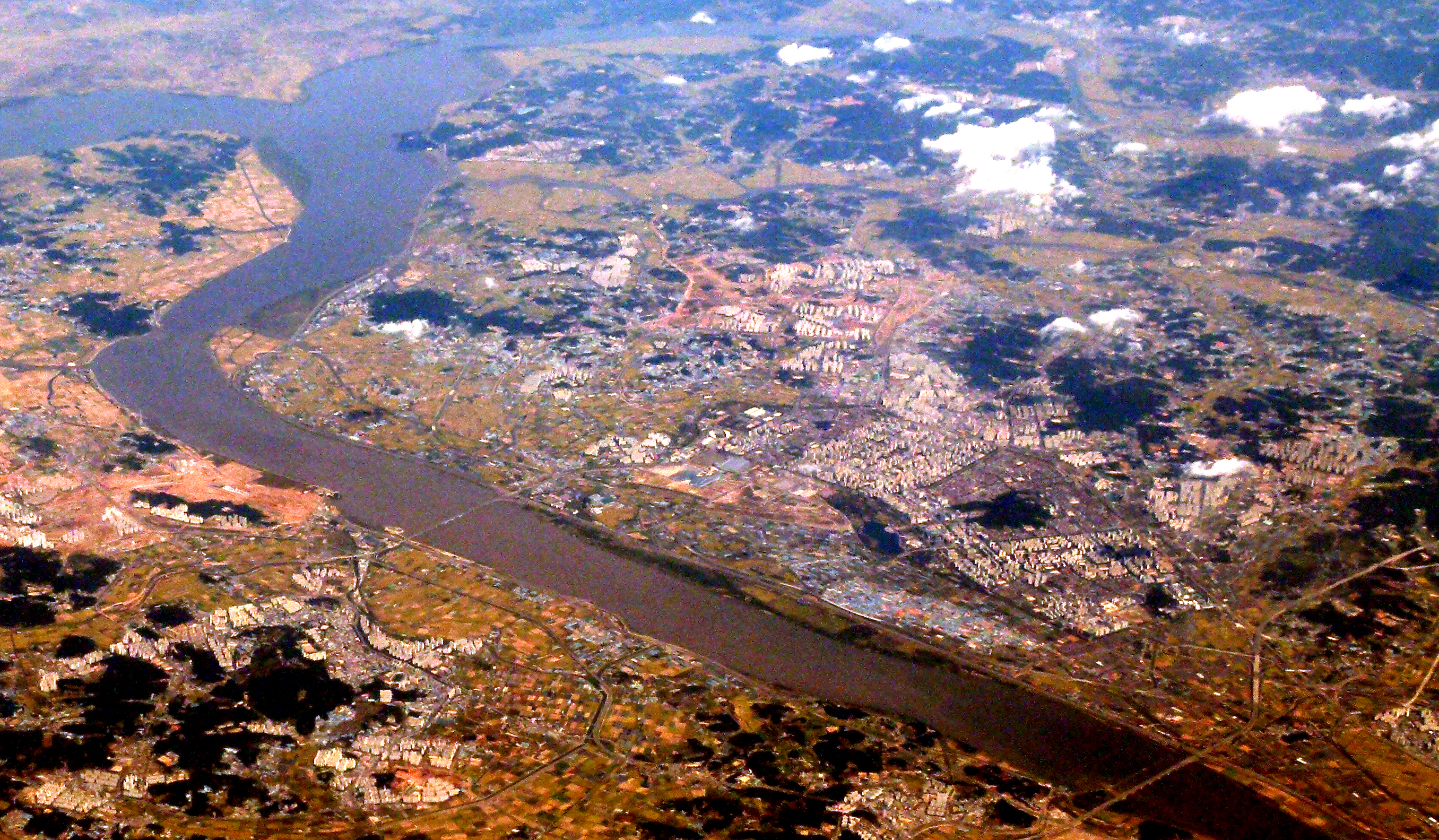
Không ảnh Ilsan Seo-gu của thành phố Goyang

Ilsanseo-gu (nghĩa là "quận Tây Ilsan") là một quận ở Goyang, Gyeonggi-do, Hàn Quốc. Ilsan-gu được chia thành Ilsandong-gu và Ilsanseo-gu vào 16 tháng 5 năm 2005.

## Phân cấp hành chính
Ilsanseo-gu được chia thành 9 dong (동, "phường"):
- Ilsan 1 đến 3-dong (일산1~3동)
- Tanhyeon-dong (탄현동)
- Juyeop 1 và 2-dong (주엽1~2동)
- Daehwa-dong (대화동)
- Songpo-dong (송포동) [bao gồm Beopgot-dong (법곳동)]
- Songsan-dong (송산동) [chia thành Gusan-dong và Gajwa-dong (구산동, 가좌동)]
- Deogi-dong (덕이동)

## Giáo dục
Ilsanseo-gu có 46 trường học, bao gồm 22 trường tiểu học, 12 trường trung học, 9 trường cao trung và 2 trường đặc biệt.